# Cosmophasis olorina
Cosmophasis olorina là một loài nhện trong họ Salticidae.
Loài này thuộc chi Cosmophasis. Cosmophasis olorina được Eugène Simon miêu tả năm 1901.